# Condado de Maverick
O Condado de Maverick é um dos 254 condados do Estado americano do Texas. A sede do condado é Eagle Pass, e sua maior cidade é Eagle Pass.
O condado possui uma área de 3 346 km² (dos quais 30 km² estão cobertos por água), uma população de 47 297 habitantes, e uma densidade populacional de 16 hab/km² (segundo o censo nacional de 2000).
O condado foi fundado em 1856.